# Баранец (мифология)

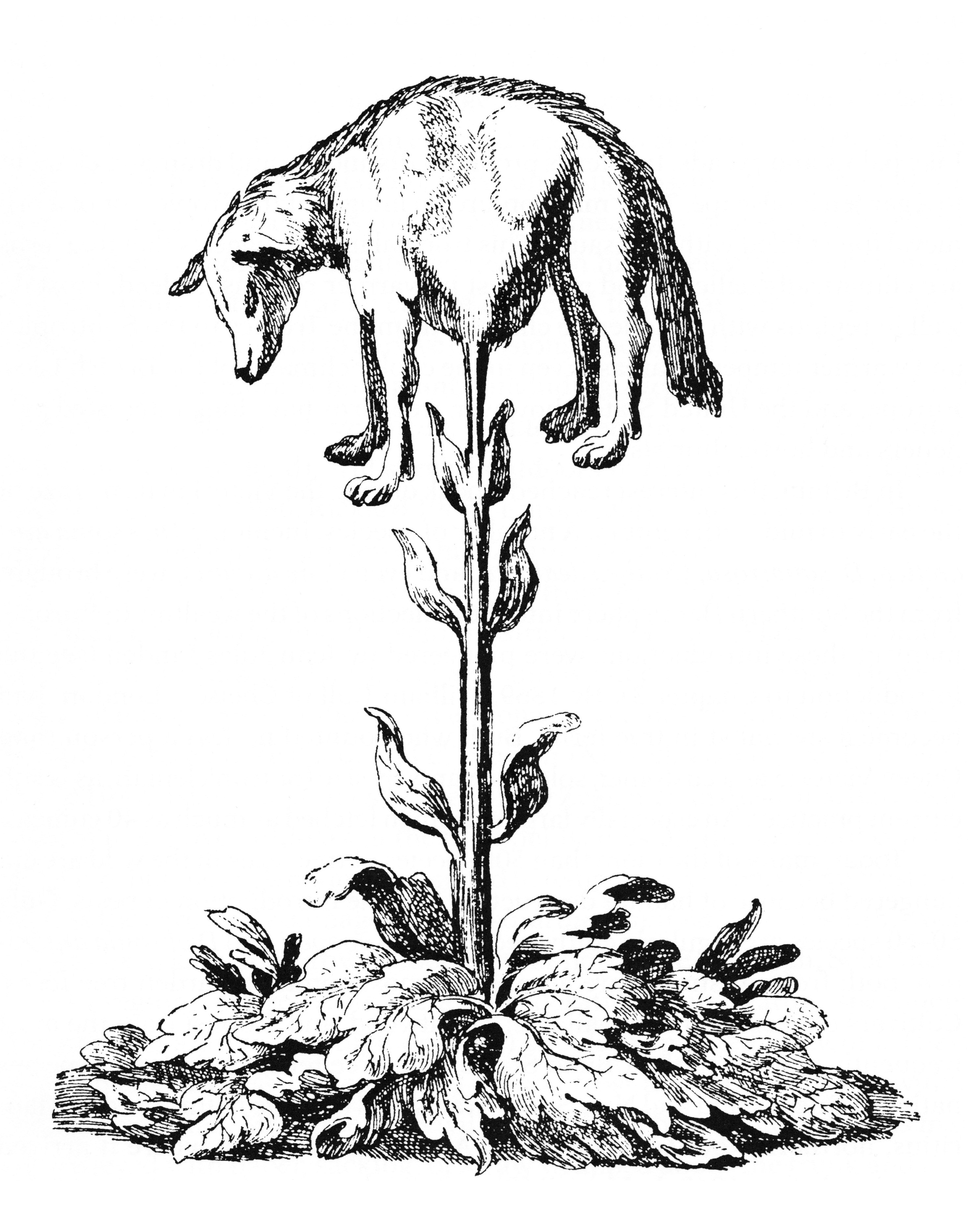
«Татарский овен». Гравюра, 1696

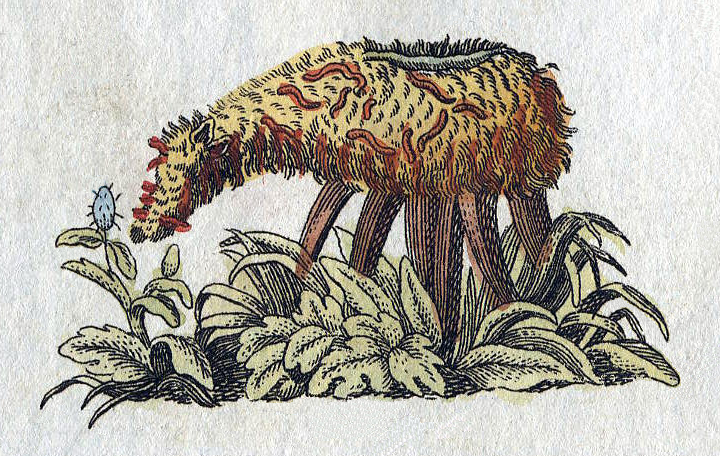
«Das Boramez, oder Scythische Lamm», Бертух, Фридрих Юстин

Баране́ц (иначе боранец, борамец, баромец, татарский овен, растительный баран Татарии, агнец скифский; лат. Planta Tartarica Barometz или Agnus scythicus) — легендарное растение, будто бы произраставшее в дальних областях Азии. Считалось, что плодом баранца являются овцы, которые были соединены с растением пуповиной и питались растущей вокруг него травой. Когда трава заканчивалась, и овца, и растение умирали.
Возможные реальные прототипы баранца — хлопчатник или арбуз. Существует вид древовидного папоротника, именуемый Cibotium barometz, а также растение Lycopodium selago L., носящее русское название «баранец обыкновенный». А растения из рода Raoulia (семейство Астровые) имеют английское тривиальное название Vegetable Sheep (Овощная овца), подобно мифологическому баранцу (Vegetable Lamb).

## Свидетельства о баранце
Описания «шерстяных деревьев» встречаются ещё у античных авторов — Геродота, Теофраста, Плиния Старшего. В ряде случаев под этим названием выступает не описанное выше мифическое дерево, а малоизвестный в то время в Европе хлопчатник.
В XVI—XVII веках «скифского барана» описывают многие путешественники, посещавшие Среднюю Азию и Россию; тогда же и возникает само слово «баранец», заимствованное из русского языка. О баранце пишут такие западноевропейские путешественники по России, как Сигизмунд Герберштейн, Адам Олеарий и Ян Стрейс. У последнего читаем:

«На западном берегу Волги есть большая сухая пустыня, называемая степь. В этой степи находится странного рода плод, называемый „баромец“ или „баранч“ (от слова „баран“, что значит по-русски „ягнёнок“), так как по форме и внешнему виду он очень напоминает овцу и имеет голову, ноги и хвост. Его кожа покрыта пухом очень белым и нежным, как шёлк. Он растёт на низком стебле, около двух с половиной футов высотою, иногда и выше… Голова его свешивается вниз, так, как будто он пасётся и щиплет траву; когда же трава увядает, — он гибнет… Верно лишь то, что ничего с такою алчностью не жаждут волки, как это растение».
Другой путешественник, Якоб Рейтенфельс, сообщает о растении следующее:

«…Между Волгой и Танаисом у самарских племён водится знаменитое овцевидное растение баранец — иные неправильно пишут борамец, — кора которого походит на овечью шкуру; это руно тщательно снимают, и знатные люди обыкновенно подбивают себе им платья и рукавицы, дабы было теплее. Оно обладает такою способностью сушить и согревать, что высушивает всю траву вокруг себя, прежде чем завянет, почему некоторые, плохо осведомлённые, предполагали, что оно обладает разумом и питается близ находящеюся травою».
Сэр Томас Браун приводит следующее его описание в своей книге «Ходячие суеверия» (1646):

«…Превеликим чудом считается „баромец“, это странное растение-животное, или растительный, „татарский овен“, которое с удовольствием пожирают волки; оно имеет форму овна, при надломе испускает кровавый сок и продолжает жить даже тогда, когда все растения вокруг него погибают».
Благодаря авторитетным свидетельствам баранец долгое время считался подлинным, а не легендарным растением. Его безуспешные поиски продолжались до конца XVIII века.

## Упоминания в художественной литературе
- Растение Borometz (в русском переводе — «боранец») упоминается в главе 22 пятой книги романа Гриммельсгаузена «Симплициссимус», когда заглавный герой описывает своё пребывание в плену у татар.
- Баранец (Borametz) со ссылкой на третью книгу труда сэра Томаса Брауна «Pseudoxia Epidemica» (Лондон, 1646) упоминает в своей «Энциклопедии вымышленных существ» Х.-Л. Борхес.
- В романе Стивена Бакстера «Эволюция» упоминается баранцовое дерево (в оригинале «borametz tree»), вступившее в симбиоз с потомками людей и предоставляющее им кров (в виде своего рода колыбелей из листьев) и пищу (при помощи особого корня, проникающего в брюшную полость этих существ) в обмен на услуги по поиску питательных и минеральных веществ. Это растение существовало на территории Новой Пангеи, вымышленного континента будущего. По автору, симбиоз дерева и людей продолжался около 200 миллионов лет и стал настолько глубоким, что растение взяло на себя даже функцию по размножению пост-людей, утративших к тому времени мужской пол, и право решать, когда им следует производить потомство. В будущем, через 500 миллионов лет после нашего времени, в связи с ухудшением условий жизни на Земле, эти деревья мягко и нежно умертвят героев романа — последних потомков человечества.